# Mesoceration integer
Mesoceration integer är en skalbaggsart som beskrevs av Perkins 2008. Mesoceration integer ingår i släktet Mesoceration och familjen vattenbrynsbaggar. Inga underarter finns listade i Catalogue of Life.